# Almanaque do Pobre Ricardo

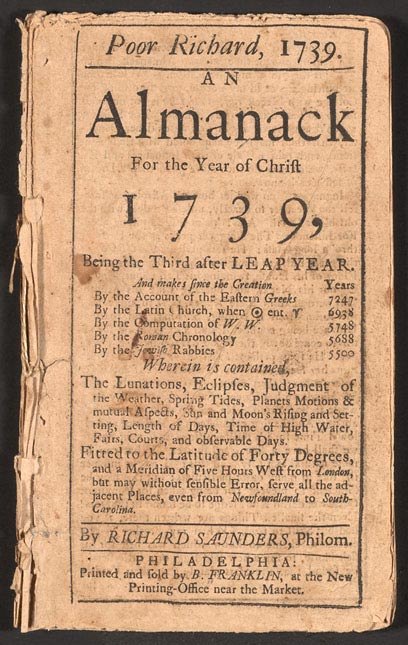
Edição de 1739 do Almanaque do Pobre Ricardo

Em 1732 Benjamin Franklin começou a publicar o famoso Almanaque do Pobre Ricardo (Poor Richard's Almanac, em inglês), no qual se baseia uma boa parte da sua reputação popular nos Estados Unidos da América. Provérbios deste almanaque tais como "Um tostão poupado é um tostão ganhado", ou "Tempo é dinheiro" são hoje muito conhecidos, mesmo em todo o mundo.